# Kanton Beaurepaire-en-Bresse
Kanton Beaurepaire-en-Bresse (francouzsky Canton de Beaurepaire-en-Bresse) je francouzský kanton v departementu Saône-et-Loire v regionu Burgundsko. Tvoří ho sedm obcí.

## Obce kantonu
- Beaurepaire-en-Bresse
- Le Fay
- Montcony
- Sagy
- Saillenard
- Saint-Martin-du-Mont
- Savigny-en-Revermont